# Werner de Lamberts-Cortenbach

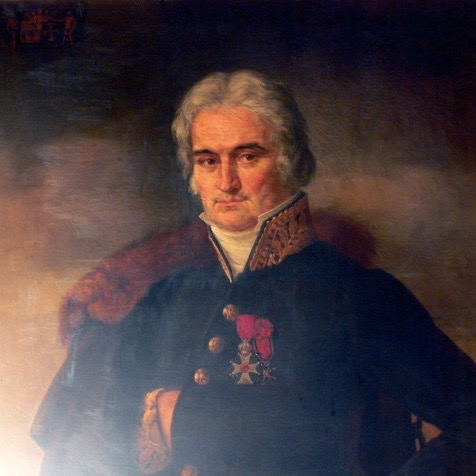
Werner de Lamberts-Cortenbach

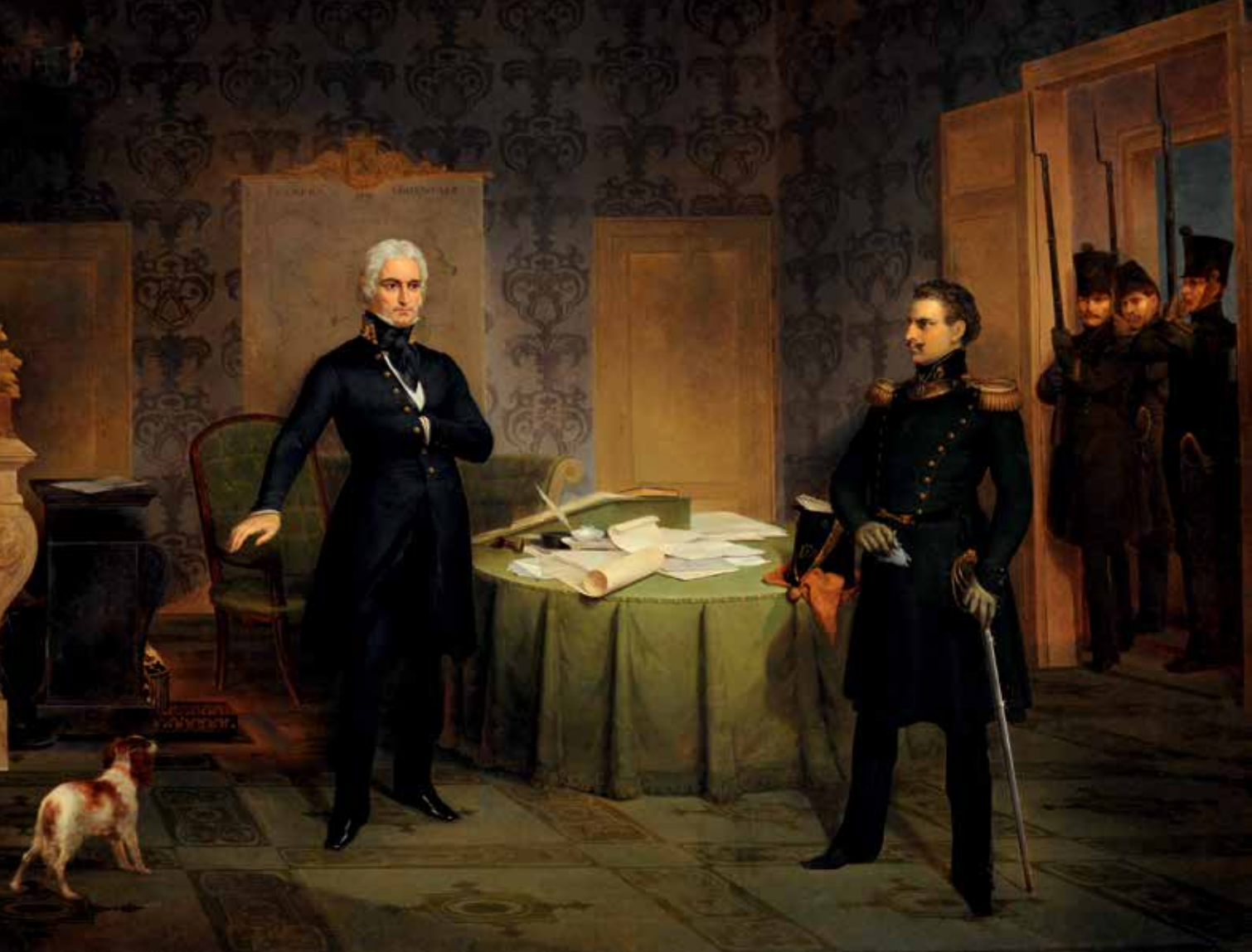
Grégoire valt binnen in het bureau van Lambrechts-Cortenbach (schilderij door J. Van der Plaetsen)

Werner-Joseph de Lamberts-Cortenbach, (Herve, 1 augustus 1775 - 1849) was een Belgisch patriot, monarchist, militair en politicus. Hij bekleedde na de afscheiding van België de functies van gouverneur van Oost-Vlaanderen en gouverneur van Limburg.
De Lamberts, lid van de familie De Lamberts de Cortenbach, trok na een militaire carrière van tien jaar, die reeds op 15-jarige leeftijd begon, zich vanaf 1801 vele jaren lang terug op zijn kasteel. Pas in 1824 begon Lamberts-Cortenbach zich te bemoeien met politieke zaken. Aanvankelijk alleen op lokaal niveau, in de gemeenteraad van Sint-Truiden, maar al spoedig ook als vertegenwoordiger van de adel in de Limburgse Provinciale Staten. Daar ontwikkelde hij zich tot een van de felste opposanten van Willem I in de Belgische afscheidingsstrijd.

## Gouverneurschap
Niet lang na de Belgische Revolutie, op 31 december 1830, werd hij benoemd tot gouverneur van de provincie Oost-Vlaanderen. Hij verving Pierre De Ryckere, de eerste gouverneur van de provincie na de afscheiding, die orangistische sympathieën bleek te hebben en daarom minder dan drie maanden na zijn aanstelling werd ontslagen. 
Zijn gouverneurschap in Oost-Vlaanderen verliep niet vlekkeloos. In de post-revolutionaire context waarin hij werkte stond het bedwingen van orangistische provocaties centraal, maar de legale middelen die hij daarvoor ter beschikking had waren beperkt. Op 2 februari 1831 werd hij in zijn gouvernementspaleis overvallen door een opstandig bataljon onder Ernest Grégoire. Lamberts-Cortenbach werd ontzet door gewapende spuitgasten, nadat Benoît Rolliers tot hem had weten door te dringen en hij had laten weten de orangisten niet te steunen.
Bovendien had Oost-Vlaanderen te maken met ernstige financiële moeilijkheden, die de provincie had geërfd van het Verenigd Koninkrijk der Nederlanden. Een ander probleem was de tweedeling tussen conservatieven en democraten die zich steeds duidelijker aftekende binnen de groep van katholieke patriotten, waartoe ook Lamberts-Cortenbach behoorde. De conservatieve regering en koning Leopold I zagen in de progressieve en democratisch georiënteerde Lamberts-Cortenbach steeds meer een bedreiging. In september 1834 werd hij tijdens een bredere herorganisatie van de provincies overgeplaatst naar de provincie Limburg, waar hij nog tot 1844 de functie van gouverneur bekleedde.